# Bonita Saunders
Pour les articles homonymes, voir Saunders.
Bonita Valerie Saunders est une mathématicienne américaine spécialisée dans la visualisation mathématique (en). Elle travaille à l'Institut national des normes et de la technologie dans la division de mathématiques appliquées et computationnelles du laboratoire de technologie de l'information, où elle contribue à la bibliothèque numérique des fonctions mathématiques en tant qu'éditrice de visualisations et conceptrice principale de visualisations et de graphiques.

## Carrière professionnelle
Saunders obtient son doctorat en mathématiques informatiques et appliquées de l'université Old Dominion en 1985, avec une thèse intitulée « Algebraic Grid Generation Using Tensor Product B-Splines », sous la direction de Philip W. Smith Elle obtient sa maîtrise en mathématiques de l'université de Virginie et son bachelor en mathématiques du College of William and Mary. Elle travaille pour la société BDM pendant quatre ans et publie de nombreux articles. Une liste de ses articles peut être trouvée dans la bibliographie du dblp "Computer Science". Ses intérêts de recherche actuels comprennent « la visualisation des données de fonctions complexes, les logiciels numériques pour les fonctions spéciales, la génération de grilles numériques, [et] la solution numérique d'équations aux dérivées partielles ».
Saunders a apporté un certain nombre de contributions à la Mathematical Association of America (MAA). De 1999 à 2002, elle est trésorière de la section MD-DC-VA. De 2004 à 2009, elle fait partie du comité de sélection de la conférence Etta Z. Falconer (parrainée par la MAA et l'Association for Women in Mathematics AWM) . Elle a également siégé au comité gouvernemental du secteur commercial de la MAA de 2012 à 2017 et a été représentante de la section MD-DC-VA au congrès du MAA en 2019. Depuis 2020, elle fait partie du comité de rédaction de Mathematics Magazine et du conseil d'administration de la Society for Industrial and Applied Mathematics (SIAM).

## Récompenses et honneurs
L'Association nationale des mathématiciens a choisi Saunders pour donner la conférence Claytor 2001 lors des réunions conjointes de mathématiques (en).
Le ministère américain du Commerce a décerné à son groupe de recherche une médaille d'or pour ses réalisations scientifiques et techniques distinguées en 2011, en reconnaissance de son travail dans la création de la bibliothèque numérique en ligne des fonctions mathématiques.
En 2017, Saunders a reçu le prix de contribution exceptionnelle du Laboratoire de technologie de l'information du NIST pour l'excellence en leadership technique.
En 2018, Mathematically Gifted & Black (en) a fait de Saunders une lauréate du Mois de l'histoire des Noirs.
En 2019, elle a accepté le prix d'excellence en recherche en mathématiques et en informatique de l'Académie des sciences de Washington  et est devenue membre de l'Académie des sciences de Washington.
Saunders donne la conférence Etta Zuber Falconer de la AWM-MAA 2021 au MathFest 2021.